# The Penguins
The Penguins waren een Amerikaanse doowop-groep uit de jaren 1950 en begin jaren 1960, het best herinnerd voor hun enige Top 40-hit Earth Angel, een van de eerste rhythm-and-blues-hits die de hitparade bereikte. Het nummer piekte op nummer 8 in de Billboard Hot 100 en stond drie weken op nummer 1 in de r&b-hitlijst, later gebruikt in de Back to the Future-films. Tenor van de groep was Cleveland Duncan.

## Bezetting
- Cleveland Duncan[1] (leadzang)
- Curtis Williams (tenor)
- Bruce Tate (tot 1955) (tenor)
- Dexter Tisby (bariton)
- Randolph Jones (vanaf 1955, bariton)

## Geschiedenis

### Carrière
De oorspronkelijke leden van The Penguins waren Cleveland Duncan (23 juli 1935 – 7 november 2012), Curtis Williams (11 december 1934 – 10 augustus 1979), Dexter Tisby (10 maart 1935 – mei 2019) en Bruce Tate ( 27 januari 1937 - 20 juni 1973). Duncan en Williams waren voormalige klasgenoten op de Fremont High School in Los Angeles en Williams was lid geworden van The Hollywood Flames. Eind 1953 besloten ze een nieuwe vocale groep te formeren en voegden Tisby en Tate toe. Hun midtempo speelstijl was een kruising tussen rhythm-and-blues en rock-'n-roll. Williams bracht het nummer Earth Angel mee, waaraan hij had gewerkt met Gaynel Hodge, een ander lid van The Hollywood Flames.
The Penguins waren een van een aantal doowop-groepen uit de periode, die gebruik maakten van vogelnamen (zoals The Orioles, The Flamingos en The Crows). Een van de leden rookte Kool-sigaretten, die destijds Willie de Pinguïn als reclamespotfiguur hadden. Ze beschouwden zichzelf als cool en besloten zichzelf daarom The Penguins te noemen.
Dootone Records bracht eind 1954 de single Hey Senorita van The Penguins uit als de beoogde A-kant, maar een radio-diskjockey draaide de plaat om naar de B-kant Earth Angel, die zich opwerkte tot nummer 1 in de Billboard r&b-hitlijst (het enige Penguins-nummer dat zo hoog scoorde) en hield die plaats drie weken lang in het begin van 1955. In 1966 werden er vier miljoen exemplaren van de schijf verkocht. The Penguins volgden deze hit op met de kerstuitgave A Christmas Prayer met Jingle Jangle.
The Penguins traden op voor het elfde beroemde Cavalcade of Jazz-concert in Wrigley Field in Los Angeles, dat werd geproduceerd door Leon Hefflin sr. op 24 juli 1955. Ook te zien waren Big Jay McNeely, Lionel Hampton and his Orchestra, The Medallions en James Moody en zijn orkest.
Duncan zong lead op Earth Angel. Een decennium later hernam hij zijn optreden op Memories of El Monte van Frank Zappa, een elegisch nummer uit 1963 waarin hij plotseling inbreekt in Earth Angel als een van de verschillende nummers die hij zich herinnerde. El Monte, een stad in de buurt van Los Angeles, had populaire artiesten voortgebracht als Tony Allan, Marvin & Johnny en The Shields, evenals The Penguins. Die groepen werden ook nagevolgd als onderdeel van Zappa's eerbetoon aan de vroege dagen van rock-'n- roll.
In die tijd hadden radiostations vaak gescheiden afspeellijsten. Zo werd Earth Angel gelijktijdig opgenomen door de blanke groep The Crew Cuts in 1955. De cover van The Crew Cuts piekte op nummer 3 in de Hot 100-hitlijst, vijf plaatsen hoger dan The Penguins-versie. Het succes van de single droeg bij aan de eigen succesvolle carrière van The Crew Cuts met het opnemen van cross-over-vriendelijke covers van r&b-hits.
Het ontstaan van de songwriting voor Earth Angel was een kwestie van enige discussie, die uiteindelijk eindigde in een gesplitste vermelding tussen Penguins-bariton Curtis Williams, Gaynel Hodge en Jesse Belvin.

### NaEarth Angel
Na het succes van Earth Angel benaderden The Penguins Buck Ram om ze te managen. Rams voornaamste interesse was het managen van The Platters, die op dat moment geen hitsingles hadden, maar een winstgevende tourneegroep waren. Met The Penguins was Ram in staat om een 2-voor-1 deal te sluiten met Mercury Records, waarin het bedrijf ermee instemde om The Platters te nemen als voorwaarde om The Penguins te krijgen (de groep die Mercury echt wilde). The Platters werd de meer succesvolle act van het label, The Penguins scoorden nooit meer een hit.
In 1955 verliet Bruce Tate de groep. Hij werd vervangen door Randy Jones (die later zou zingen met The Cadets). Tijdens de zomer van 1956, waren Jones en Tisby korte tijd uit de groep en werden vervangen door respectievelijk Ray Brewster en Teddy Harper. Jones en Tisby keerden kort daarna terug. Curtis Williams verliet de groep in december 1957, met Harper als zijn permanente vervanger. The Penguins hadden nooit meer een nationale hit, maar hun cover van Pledge of Love uit 1957 bereikte nummer 15 in de r&b-hitlijst.

### Latere jaren
De groep ging in 1962 uit elkaar. Cleveland Duncan ging door met opnemen als The Penguins, met nieuw lid Walter Saulsberry en de begeleidingsgroep The Viceroys. Later bestond de groep uit Duncan, Saulsberry, Vesta en Evelyn King en Vera Walker. (Duncan en The King Sisters hadden in 1959 een plaat opgenomen als Cleve Duncan & the Radiants.) Tegen het einde van de jaren 1960 werd de groep aangekondigd als The Fabulous Penguins, met Duncan, Walker en nieuw lid Rudy Wilson. In de jaren 1970 waren de leden Duncan, de terugkerende Walter Saulsberry en het nieuwe lid Glenn Madison, voorheen van The Delcos (Indiana). Dit was de huidige bezetting van de groep tot 2012.
De groep trad op in de PBS-televisiespecial Doo Wop 50. Duncan, Madison en Saulsberry traden in 2001 ook op met Randy Jones als gast. Het was de bedoeling dat Jones het volgende jaar met The Penguins zou verschijnen, maar hij kreeg een beroerte tijdens het repeteren met de groep en overleed kort daarna. Jones trad in de jaren 1990 ook op met de herenigde Jacks/Cadets. De groep wordt genoemd in het Paul Simon-nummer Rene and Georgette Magritte with Their Dog after the War.

## Award
The Penguins werden in 2004 opgenomen in de Vocal Group Hall of Fame.

## Overlijden
Duncan overleed op 7 november 2012 in Los Angeles op 77-jarige leeftijd.